# Stożek główny
Stożek główny (Conus generalis) – gatunek ślimaka z rodziny stożków (Conidae). Pochodzi z rejonu Indo-Pacyfiku, osiąga standardowo około 6–8 cm. Jego wygląd jest bardzo charakterystyczny, będąc jednym z barwniejszych stożków. W obrębie występujących populacji można zaobserwować ogromną różnorodność kolorystyczną, przeważnie jednak są jasno- lub ciemnobrązowe, ozdobione trzema białymi pasami, naznaczonymi brązowymi plamkami i smugami. Otwór bywa purpurowobrązowy u podstawy, a wnętrze otworu białe. Muszla ma grube ściany i jest ciężka. Szczyt ostro zakończony. Najmłodszy skręt zdecydowanie przeważa rozmiarem nad starszymi, które często są też skorodowane. Skrętka jest niska o wklęsłych bokach.